# Chinku Bai
Shrimant Akhand Soubhagyavati Maharani Chinku Bai Raje Sahib Scindia, död 1931, var en indisk regent. 
Hon var regent i den indiska furstestaten Gwalior för sin minderåriga son Maharaja Georges Jivaye Rao Scindia (1916-1961) mellan 1925 och 1931. 
Hon var gift med Maharaja Sir Madho Rao Scindia Bahadur (1876-1925). 